# Agrostis flaccida
Agrostis flaccida là một loài thực vật có hoa trong họ Hòa thảo. Loài này được Hack. mô tả khoa học đầu tiên năm 1899.